# 張廷榜
張廷榜（1545年—1609年），字登材，號春宇，自号丹霞一拙，又号霞南钓叟，福建漳州府龍溪縣人，民籍，明朝政治人物，萬曆初進士，官至鎮江府同知。

## 生平
隆庆四年（1570年）庚午科順天府鄉試第六十名。萬曆二年（1574年）甲戌科會試第一百八十七名，三甲一百一名進士。官直隸太平縣知縣。升任鎮江府海防同知，萬曆九年（1581年），因下屬丹陽、當塗兩縣捕盜不力，牽連降三級調用，年甫三十，遂歸鄉。卒年六十五。

## 著作
修萬曆《太平縣志》。

## 家族
曾祖父張綽，曾任刑部郎中；祖父張主恩，曾任壽官；父張師洛。母葉氏。重庆下。兄廷松、廷木、廷棟。弟廷梯、廷櫆。兄張廷棟，官行人司行人。子張燮，舉人，絕意仕進，成著名學者。